# Деревни Лихтенштейна
В Лихтенштейне помимо городов, которыми считаются центры 11 общин, есть немалое количество деревень.

## Список деревень по общинам
- Руггелль
  - Обервилер
- Шелленберг
  - Миттлер-Шелленберг
  - Хинтер-Шелленберг
- Гамприн
  - Крест
  - Бендерн (Гамприн-Бендерн)
  - Задаль
  - Унтербюль
  - Обербюль
- Эшен
  - Шанвальд (Шанваль)
  - Нендельн
- Маурен
  - Бинца
- Шан
  - Мюлехольц
  - Дукс
  - Гамандер
  - Грич (в южном эксклаве)
  - Гушг (в юго-восточном эксклаве)
  - Зас (в юго-восточном эксклаве)
  - Фалорш (в юго-восточном эксклаве)
- Планкен
  - Рютти
  - Гафадура
- Вадуц
  - Ау
  - Эбенхольц
  - Профаченг
  - Прадаме (в южном эксклаве)
- Тризенберг
  - Ротенбоден (Ротабода)
  - Мазеша
  - Силум
  - Гафлай
  - Штег
  - Зилум
  - Эгга
  - Штайнорт (Штельнорт)
  - Лавадина
  - Тристель
  - Фромменхаус
  - Замина
  - Унтере-Хютте (в эксклаве)
  - Мальбун (в эксклаве)
- Тризен
  - Машлина
  - Нойгрютт (Ауф-дер-Зеге)
  - Бофель
  - Платта
  - Туас
  - Лавена
  - Фалюна
  - Вальдбеден
  - Поска
  - Санкт-Мамертен
  - Мерхоф
- Бальцерс
  - Мельс (Mäls)
  - Рит (в северном эксклаве)
  - Гушгфиль (в северном эксклаве)
  - Матта (в северном эксклаве)